# Spoorlijn Hannover - Hamm
De spoorlijn Hannover - Hamm is een Duitse spoorlijn en is als lijn 1700 onder beheer van DB Netze.

## Geschiedenis
Het traject tussen Hannover en Minden werd door de Königlich Hannöverschen Staatseisenbahnen op 15 oktober 1847 geopend. Op dezelfde dag werd door de Cöln-Mindener Eisenbahngesellschaft het gedeelte tussen Minden en Hamm geopend.

## Treindiensten
De Deutsche Bahn verzorgt het personenvervoer op dit traject met ICE-, IC- en RE-treinen. Eurobahn, National Express en Westfalenbahn verzorgen het personenvervoer op dit traject met RB-treinen.
| Serie         | Treinsoort                                    | Route | Bijzonderheden |
| ------------- | --------------------------------------------- | --- | --- |
| ICE 10        | InterCityExpress (DB Fernverkehr)             | Berlin Gesundbrunnen – Berlin Hbf – Berlin Spandau – Wolfsburg Hbf – Hannover Hbf – [ Bremen Hbf – Oldenburg (Oldb) Hbf ] / [ Bielefeld Hbf – Hamm (Westf) – [ Hagen Hbf – Wuppertal Hbf – Köln Hbf – Bonn Hbf – Koblenz Hbf ] / [ Dortmund Hbf – Bochum Hbf – Essen Hbf – Mülheim (Ruhr) Hbf – Duisburg Hbf – Düsseldorf Flughafen – Düsseldorf Hbf – Köln Messe/Deutz – Köln Hbf ] | Vanaf Hamm één treindeel naar Keulen en één naar Düsseldorf. Één trein per dag tussen Berlijn en Oldenburg. |
| ICE 22        | InterCityExpress (DB Fernverkehr)             | [ [ Kiel Hbf – Neumünster ] / [ Hamburg-Altona ] – Hamburg Dammtor – Hamburg Hbf ] / [ Oldenburg (Oldb) Hbf – Bremen Hbf ] – Hannover Hbf – Kassel-Wilhelmshöhe – Frankfurt (Main) Hbf – Frankfurt (Main) Flughafen Fernbahnhof – Mannheim Hbf – Stuttgart Hbf | Rijdt elke twee uur. Één trein per dag van/naar Oldenburg. |
| ICE 25        | InterCityExpress (DB Fernverkehr)             | [ [ Kiel Hbf – Neumünster ] / [ Hamburg-Altona ] – Hamburg Dammtor – Hamburg Hbf – ] / [ Oldenburg (Oldb) Hbf – Bremen Hbf – ] Hannover Hbf – Göttingen – Kassel-Wilhelmshöhe – Fulda – Würzburg Hbf – [ Nürnberg Hbf – ] / [ Treuchtlingen – Donauwörth – Augsburg Hbf – München-Pasing ] / [ Ingolstadt Hbf ] – München Hbf – Tutzing – Murnau – Oberau – Garmisch-Partenkirchen | Rijdt elk uur tussen Hamburg en München. Elke twee uur een vleugeltrein naar/van Oldenburg. Enkele treinen via Augsburg. Één trein per dag door naar Garmisch-Partenkirchen.                                                               |
| 100 ICE 43    | Intercity-Express (NS International)          | Amsterdam Centraal – Utrecht Centraal – Arnhem Centraal – Oberhausen Hbf – Duisburg Hbf – Düsseldorf Hbf ] / [ Hannover Hbf – Minden (Westf) – Herford – Bielefeld Hbf – Gütersloh Hbf – Hamm (Westf) – Hagen Hbf – Wuppertal Hbf ] – Köln Hbf – Siegburg/Bonn – Frankfurt (Main) Flughafen Fernbahnhof – Mannheim Hbf – Karlsruhe Hbf – Offenburg – Freiburg (Breisgau) Hbf – Basel Bad Bf – Basel SBB | Eén keer per dag tussen Amsterdam en Basel. |
| IC/EC 32      | Intercity (DB Fernverkehr)                    | [ [ Ostseebad Binz – Stralsund Hbf – Greifswald ] / [ Seebad Heringsdorf – Zinnowitz ] – Züssow – Pasewalk – Angermünde – Berlin Gesundbrunnen ] / [ Dresden Hbf – Berlin Südkreuz – Berlin Hbf ] – Berlin-Spandau – Stendal Hbf – Wolfsburg Hbf – Hannover Hbf – [ Herford – Bielefeld Hbf – Gütersloh Hbf – Hamm (Westf) – Dortmund Hbf – Bochum Hbf – Essen Hbf – Mülheim (Ruhr) Hbf ] / [ Osnabrück Hbf – Münster Hbf – Recklinghausen Hbf – Wanne-Eickel Hbf – Gelsenkirchen Hbf – [ Essen Hbf – Mülheim (Ruhr) Hbf ] / [ Oberhausen Hbf ] ] – Duisburg Hbf – [ [ Krefeld Hbf ] / [ Düsseldorf Flughafen – Düsseldorf Hbf – Neuss Hbf ] – Mönchengladbach Hbf – Aachen Hbf ] / [ Düsseldorf Flughafen – Düsseldorf Hbf – Köln Hbf – Bonn Hbf – Remagen – Andernach – Koblenz Hbf – Bingen (Rhein) Hbf – Mainz Hbf – Worms Hbf – Mannheim Hbf – Heidelberg Hbf – Vaihingen (Enz) – Stuttgart Hbf – [ Reutlingen – Tübingen ] / [Plochingen – Göppingen – Ulm Hbf – [ Biberach (Riß) – Ravensburg – Friedrichshafen Stadt – Lindau Hbf – Bregenz – Dornbirn – Feldkirch – Bludenz – Landeck-Zams – Imst-Pitztal – Telfs-Pfaffenhofen – Innsbruck Hbf ] / [ Günzburg – Augsburg Hbf – München-Pasing – München Hbf – Rosenheim – Bad Endorf – Prien a Chiemsee – Traunstein – Freilassing – Salzburg Hbf – Golling-Abtenau – Bischofshofen – St. Johann im Pongau – Schwarzbach-St. Veit – Dorfgastein – Bad Hofgastein – Bad Gastein – Mallnitz-Obervellach – Spittal-Milstättersee – Villach Hbf – Velden am Wörthersee – Pörtschach am Wörthersee – Krumpendorf am Wörthersee – Klagenfurt Hbf ] ] | 's Zomers één trein per richting per week tussen Keulen en Binz/Heringsdorf. Enkele treinen tussen Hannover en Essen via Münster. Één trein per dag vanaf Ulm naar Innsbruck. Doordeweeks één trein per dag vanaf Stuttgart naar Tübingen. |
| IC 55         | Intercity (DB Fernverkehr)                    | Dresden Hbf – Riesa – Leipzig Hbf – Flughafen Leipzig/Halle – Halle (Saale) Hbf – Magdeburg Hbf – Braunschweig Hbf – Hannover Hbf – Bielefeld Hbf – Hamm (Westf) – Dortmund Hbf – [ Hagen Hbf – Wuppertal Hbf – Solingen Hbf – Köln Hbf ] / [ Bochum Hbf – Essen Hbf – Mülheim (Ruhr) Hbf – Duisburg Hbf – Düsseldorf Hbf – Köln Hbf – Bonn Hbf – Koblenz Hbf – Mainz Hbf – Mannheim Hbf – Heidelberg Hbf – Stuttgart Hbf – Ulm Hbf – Memmingen – Kempten (Allgäu) Hbf – Immenstadt – Oberstdorf ] | 1x per dag Leipzig - Oberstdorf via Duisburg en Düsseldorf. |
| IC 56         | Intercity (DB Fernverkehr)                    | [ [ Norddeich Mole ] / [ Emden Außenhafen ] – Emden Hbf – Leer (Ostfriesl) – Oldenburg (Oldb) Hbf – Bremen Hbf – Hannover Hbf – Braunschweig Hbf ] / [ Warnemünde – Rostock Hbf – Bützow – Bad Kleinen – Schwerin Hbf – Ludwigslust – Wittenberge – Stendal Hbf ] – Magdeburg Hbf – [ Halle (Saale) Hbf – Leipzig Hbf ] / [ Brandenburg Hbf – Potsdam Hbf – Berlin Hbf – Berlin Ostbahnhof – Cottbus ] | Eén trein per dag vanaf Magdeburg Hbf naar Cottbus. Eén trein per dag vanaf Warnemünde. Tussen Norddeich Mole en Bremen Hbf worden ook plaatsbewijzen van het regionale verkeer geaccepteerd.                                              |
| 140/240 IC 77 | Intercity (NS International / DB Fernverkehr) | Amsterdam Centraal – Hilversum – Amersfoort Centraal – Apeldoorn – Deventer – Hengelo – Bad Bentheim – Rheine – Osnabrück Hbf – Bünde (Westf) – Hannover Hbf – Berlin-Spandau – Berlin Hbf – Berlin Ostbahnhof | Stopt niet in Almelo. Rijdt elke twee uur. |
| FLX 30        | FLX (FlixTrain)                               | Aachen Hbf – Köln Hbf – Düsseldorf Hbf – Duisburg Hbf – Essen Hbf – Bochum Hbf – Dortmund Hbf – Hamm (Westfalen) – Gütersloh Hbf – Bielefeld Hbf – Herford – Hannover Hbf – Stendal – Berlin-Spandau – Berlin Hbf – Berlin Südkreuz – Elsterwerda – Dresden-Neustadt – Dresden Hbf | Dienstregeling Flixtrain FLX30. Flixtrain (8 april 2024). Geraadpleegd op 19 april 2024. |
| RE 1          | Regional-Express (DB Regio Nord)              | Hannover Hbf – Nienburg (Weser) – Verden (Aller) – Bremen Hbf – Delmenhorst – Hude – Oldenburg (Oldb) Hbf – Leer (Ostfriesl) – Emden Hbf – Norddeich Mole | Rijdt eenmaal per twee uur. |
| RE 6 (RRX)    | Regional-Express (National Express)           | Köln/Bonn Luchthaven – Köln Hbf – Neuss Hbf – Düsseldorf Hbf – Duisburg Hbf – Essen Hbf – Bochum Hbf – Dortmund Hbf – Hamm Hbf – Gütersloh Hbf – Bielefeld Hbf – Minden (Westf) | Rhein-Weser-Express |
| RE 8          | Regional-Express (DB Regio Nord)              | Bremerhaven-Lehe – Bremerhaven Hbf – Bremen Hbf – Verden (Aller) – Nienburg (Weser) – Hannover Hbf | Rijdt eenmaal per twee uur |
| RE 60         | Regional-Express (Westfalenbahn)              | Rheine – Osnabrück Hbf – Bünde (Westf) – Löhne (Westf) – Bad Oeynhausen – Minden (Westf) – Hannover Hbf – Lehrte – Braunschweig Hbf | Ems-Leine-Express 1x per twee uur |
| RE 70         | Regional-Express (Westfalenbahn)              | Bielefeld Hbf – Herford – Löhne (Westf) – Bad Oeynhausen – Minden (Westf) – Hannover Hbf – Lehrte – Braunschweig Hbf | Weser-Leine-Express 1x per twee uur |
| RE 78         | Regional-Express (eurobahn)                   | Bielefeld Hbf – Herford – Löhne (Westf) – Bad Oeynhausen – Minden (Westf) – Nienburg (Weser) | Porta-Express 1x per twee uur, in het weekend enkele treinen Bielefeld-Minden |
| 20350 RB 61   | Stoptrein/Regionalbahn (Keolis)               | Hengelo – Bad Bentheim – Rheine – Osnabrück Hbf – Bünde(Westf) – Bielefeld Hbf | Wiehengebirgsbahn |
| RB 67         | Regionalbahn (Eurobahn)                       | Münster Hbf – Gütersloh Hbf – Bielefeld Hbf | Der Warendorfer |
| RB 69         | Regionalbahn (Eurobahn)                       | Münster (Westf) Hbf – Hamm (Westf) – Gütersloh Hbf – Bielefeld Hbf | Ems-Börde-Bahn |
| RB 71         | Regionalbahn (eurobahn)                       | Bielefeld Hbf – Herford – Bünde (Westf) – Rahden (Kr Lübbecke) | Ravensberger Bahn zondag 1x per twee uur |
| RB 74         | Regionalbahn (NordWestBahn)                   | Bielefeld Hbf – Hövelhof – Paderborn Hbf | Senne-Bahn 2x per uur in de spits |
| RB 75         | Regionalbahn (NordWestBahn)                   | Bielefeld Hbf – Halle (Westf) – Osnabrück Hbf | Haller Willem 2x per uur, 1x per uur in het weekend |

### S-Bahn Hannover
Op het traject rijdt de S-Bahn van Hannover de volgende routes:
| Serie | Treinsoort             | Route                                                                            | Bijzonderheden                     |
| ----- | ---------------------- | -------------------------------------------------------------------------------- | ---------------------------------- |
| S1    | S-Bahn (DB Regio Nord) | Minden (Westf) – Haste – Seelze – Hannover Hbf – Weetzen – Barsinghausen – Haste |                                    |
| S2    | S-Bahn (DB Regio Nord) | Nienburg (Weser) – Seelze – Hannover Hbf – Weetzen – Barsinghausen – Haste       | Zondags alleen Nienburg - Hannover |

## Aansluitingen
In de volgende plaatsen is of was er een aansluiting op de volgende spoorlijnen:
Hannover Hbf
DB 1701, spoorlijn tussen Hannover en Seelze Rangierbahnhof
DB 1705, spoorlijn tussen Hannover en Seelze
DB 1710, spoorlijn tussen Hannover en Celle
DB 1730, spoorlijn tussen Hannover en Braunschweig
DB 1733, spoorlijn tussen Hannover en Würzburg
DB 1734, spoorlijn tussen Hannover en Lehrte
DB 1760, spoorlijn tussen Hannover en Soest
Hannover-Hainholz
DB 1710, spoorlijn tussen Hannover en Celle
Letter
DB 1701, spoorlijn tussen Hannover en Seelze Rangierbahnhof
Seelze
DB 1705, spoorlijn tussen Hannover en Seelze
Wunstorf
DB 1740, spoorlijn tussen Wunstorf en Bremerhaven
DB 1750, spoorlijn tussen Wunstorf en Lehrte
DB 1751, spoorlijn tussen Wunstorf en de aansluiting Gummerswald
Haste
DB 1761, spoorlijn tussen Weetzen en Haste
Stadthagen
DB 1742, spoorlijn tussen Leese-Stolzenau en Stadthagen
DB 9177, spoorlijn tussen Rinteln en Stadthagen
Bückeburg
lijn tussen Notthorn en Bad Eilsen
Minden
DB 1741, spoorlijn tussen Nienburg en Minden
Porta Westfalica
DB 2991, spoorlijn tussen Porta Westfalica en Häverstädt
Löhne
DB 1820, spoorlijn tussen Elze en Löhne
DB 2992, spoorlijn tussen Löhne en Rheine
DB 2993, spoorlijn tussen Löhne W19 en W291
Herford
DB 2980, spoorlijn tussen Herford en Himmighausen
DB 2981, spoorlijn tussen Herford en Kirchlengern
Bielefeld
DB 2984, spoorlijn tussen Lage en Bielefeld
Brackwede
DB 2950, spoorlijn tussen Brackwede en Osnabrück
DB 2960, spoorlijn tussen Paderborn en Brackwede
Gütersloh
DB 9163, spoorlijn tussen Lengerich en Gütersloh
DB 9164, spoorlijn tussen Gütersloh en Hövelhof
Rheda-Wiedenbrück
DB 2013, spoorlijn tussen Münster en Rheda-Wiedenbrück
DB 2951, spoorlijn tussen Lippstadt en Rheda-Wiedenbrück
Neubeckum
DB 2940, spoorlijn tussen Neubeckum en Beckum
DB 2941, spoorlijn tussen Neubeckum en de aansluiting Friedrichshorst
DB 2942, spoorlijn tussen Neubeckum W26 en W12
DB 9213, spoorlijn tussen Neubeckum en Münster
DB 9214, spoorlijn tussen Neubeckum en Warendorf
Hamm
DB 2550, spoorlijn tussen Oberhausen-Osterfeld Süd en Hamm
DB 2650, spoorlijn tussen Keulen en Hamm
DB 2913, spoorlijn tussen Hamm W7 en Hamm W702
DB 2923, spoorlijn tussen Hamm Rangierbahnhof W431 en Hamm W936
DB 2930, spoorlijn tussen Soest en Hamm
DB 2931, spoorlijn tussen Hamm en Emden
DB 2932, spoorlijn tussen Unna en Hamm

## Elektrische tractie
Het traject werd geëlektrificeerd met een wisselspanning van 15.000 volt 16⅔ Hz.